# Julie Bowen
Julie Bowen (rođena kao Julie Bowen Luetkemeyer), (Baltimore, Maryland, 3. ožujka 1970.) je američka glumica.

## Uloge
- Modern family kao Clarie Dunphy (2009. – 2020.)
- Bostonsko pravo kao Denise Bauer (2005. – 2007., 2008. – 2009.)
- Izgubljeni kao Sarah Shephard (2005. – 2006.)
- Ed kao Carol Vessey (2000. – 2004.)
- Joe Somebody kao Meg Harper
- Three kao Amanda Webb
- An American Werewolf in Paris kao Amy Finch
- Happy Gilmore kao Virginia Venit
- Three kao Amanda Webb (1998.)
- Extreme kao Andie McDermott (1995.)
- Loving kao Raquel York (1992.)